# Клементьевы
Клементьевы (Климентьевы) — древний русский дворянский род.
Род внесён в VI часть родословной книги по Ярославской и Вологодской губерниям и во II часть по Костромской губернии Российской империи.

## Происхождение и история рода
Родоначальник дворянского рода, считается "выехавший из немец из Фряского государства муж честен именем Аблагиня». Потомок его в Xl колене Григорий Андреевич (от имени его деда Клементия Лукича) является основателем этого рода. От его брата Павла Андреевича происходит дворянский род Чепчюговых.
Ивашко Алексеевич Клементьев, сын боярский, получил поместье в Новгородской области (1495). Фуник Клементьев голова в Тарвасте (1573). Опричниками Ивана Грозного (1573) числились: Истома и Дмитрий Клементьевы. Михаил Фуникович Клементьев — новгородец, перешёл на шведскую сторону во время мирных переговоров (1610), разоблачил русского агента в шведском лагере и давший отчет о положении в Москве. Его потомство — шведско-финские дворяне швед. Clementeoff.
Дмитрий Кириллович и Назар Афанасьевич Клементьевы (1610) пожалованы вотчинами «за московское осадное сиденье». Никтополион Михайлович Клементьев (умер в 1871) был сенатором.

## Описание герба
В числе Высочайше утвержденных, герба Клементьевых не имеется. В Гербовнике Анисима Титовича Князева 1785 года имеется печать с гербом Ивана Петровича Клементьева: в щите, имеющем серебряное поле, изображен воин в лиловой одежде с поднятым мечом в правой руке. Щит увенчан коронованным дворянским шлемом с шейным клейнодом. С правой и левой стороны от дворянского шлема. два распростертых орлиных крыла. Над коронованным шлемом, вторая дворянская корона, внутри которой накрест два знамени. Цветовая гамма намёта не определена.

## Известные представители
- Клементьев Тимофей — староста, воевода в Кайгородке (1609).
- Клементьев Павел Федорович — патриарший стольник (до 1629), стряпчий (1629), московский дворянин (1640), воевода в Можайске (1649).
- Клементьев Алексей Данилович — воевода в Борисове (Царев-Борисов) (1641).
- Клементьев Иван — дьяк (1668—1677).
- Клементьевы: Никита Клементьевич и Иван Акимович — дьяки (1692)[5][6].